# Mike Carabello
 (mai 2011).
Si vous disposez d'ouvrages ou d'articles de référence ou si vous connaissez des sites web de qualité traitant du thème abordé ici, merci de compléter l'article en donnant les références utiles à sa vérifiabilité et en les liant à la section « Notes et références ».
Michael Carabello, né le 18 novembre 1947, est un percussionniste américain. Il fut de 1968 à 1971 l'un des trois percussionnistes du groupe Santana, avec Michael Shrieve et José Areas. Il participa notamment à l'enregistrement des albums Santana, Abraxas, Santana III et Santana IV.
En 1981, il a joué sur l'album Tattoo You des Rolling Stones, on le retrouve donc sur 3 chansons soit Start Me Up, Slave et Waiting on a Friend. 
En 1998, Michael Carabello a rejoint le Rock and Roll Hall of Fame en tant que membre du groupe Santana.